# Автоматичний револьвер Webley-Fosbery
Веблі-Фозбері (Webley-Fosbery Self-Cocking Automatic Revolver) — револьвер з перезарядкою, яка здійснюється зарахунок сили віддачі пострілу (автоматичний револьвер).
Розроблений британським полковником Джорджем Фосбері (George Vincent Fosbery). Випускався фірмою Webley & Scott з 1901 по 1924. Модель легко упізнати за характерною зигзагоподібною виїмкою на барабані.
Запатентований в 1896 році і запущений у виробництво в 1901 році автоматичний револьвер Веблі-Фосбері був дітищем британського полковника Джорджа Вінсента Фосбері(1832—1907).
На момент запатентування свого автоматичного револьвера Фосбері був кадровим військовим офіцером Великої Британії, який служив в Індії протягом багатьох років. Він був пристрасним шанувальником вогнепальної зброї та технологій з її виготовлення.
Окрім цього, досить вдалого, автоматичного револьвера, до винаходів Фосбері відносять розривні кулі, які використовувались, в основному, для далекобійних рушниць.

## Історія винаходу
Завдання, яке поставив перед собою Фосбері, — це створення особистої зброї вищих чинів британської колоніальної армії, яка поєднувала б у собі швидкострільність та зручний швидковзвідний курок автоматичного пістолета із важким патроном калібру .455 британського штатного службового револьвера.
Автоматичні пістолети, доступні в кінці 1890-х років, практично, всі мали малопотужний патрон. Отже, потрібно було шукати «власне» поєднання зручності короткоствольної автоматичної зброї та потужнішого набою для збільшення вогневої ефективності.
В процесі досліджень Фосбері придумав використовувати частину енергію віддачі револьвера для обертання барабана і перезаряджання револьвера. Спочатку за основу була взята модель револьвера Кольта. Але пізніше Фосбері почав працювати з компанією Уеблі, назва якої і увійшла до назви револьвера.

## Опис конструкції
Стандартний британський револьвер був більшого калібру, аніж перші автоматичні револьвери, проте, мав недоліки: необхідність ручного взведення курка і, як наслідок, малу швидкострільність.
Автоматичний револьвер відрізняється тим, що використовує в роботі свого механізму енергію віддачі. Під її дією зводиться курок і обертається барабан без застосування зусиль з боку стрільця.
Вся верхня частина рами револьвера Webley-Fosbery зі стволом, барабаном та курком при пострілі «відкочується» назад відносно нижньої рами. На барабані видно фігурні канавки, завдяки яким він повертається при відкаті навколо своєї осі.
Під час цього руху фіксована розпірка на рамці револьвера входила в нарізи на барабані і повертала барабан на одну дванадцяту повного обороту під час кожного ходу, таким чином здійснюючи поворот на одну шосту за час циклу віддачі і повернення, підставляючи новий патрон під удар курка.
Ідея використання фігурних вирізів зовні револьвера не належить Фосбері. Зигзагоподібні прорізи зовні барабана використовувалися в револьвері Mauser Zigzag, розробленому ще у 70-х роках XIX століття. У цьому револьвері штифт, з'єднаний зі спусковим гачком, провертав барабан револьвера «вручну». Фосбері ж поміняв місцями рухомі частини механізму, рухаючи барабан відносно нерухомого штифта.
При осічці стрілець повинен був повторити процедуру взводу револьвера за пістолетною схемою — взявши курок лівою рукою (або ж за гарячий ствол), що, очевидно, знижувало надійність зброї в бойових умовах. Ще одним недоліком конструкції була відсутність захисту руки стрільця від затискання рухомою частиною механізму. Втім, схожа проблема була у багатьох пістолетів тих часів.
Ударно-спусковий механізм лише частково автоматичної дії. Тобто, револьвер не можна було нести в похідному положенні і просто натиснути на курок для ведення вогню. Процес ведення вогню поділявся на два етапи: взведення курка і здійснення пострілу.
Так само не здійснювалася автоматична екстракція гільз після кожного пострілу. Це можливо лише після припинення вогню, «переломлювання» пістолета відносно рамки та «висипання» чи виймання відстріляних гільз з барабану.

### ТТХВеблі-Фосбері
- Патрони .455 Webley або .38 АСР
- Загальна довжина 280 мм — 11 дюймів
- Вага без патронів — 1247 г.
- Довжина ствола — 152.4 мм — 6 дюймів,
- Нарізний ствол — 7 нарізів (правосторонніх).
- Барабан ємністю 6 патронів (поодинокі моделі для калібру .38 АСР випускалися з барабанами на 8 патронів).

## Набої
Пістолет розроблявся під набої калібрів .455 та .38. 38-200 не був прийнятий на озброєння Британської армії аж до 1920-х років, в той час як .38 АСР з 1900 року активно застосовувався для американських військових.

## Модифікації револьвера
Револьвер Уеблі Фосбері так ніколи і не був офіційно схвалений військовими. Однак, офіцерам Британської армії, до прийняття на озброєння револьверів 38 калібру, дозволялося носити револьвер Уїблі Фосбері, оскільки вони могли вибирати для себе будь-яку модель 45 калібру, яка їм подобалася.
У 1914-15 роках револьвер був випробуваний у реальних бойових діях і продемонстрував свою непридатність: система віддачі легко заїдала і виходила з ладу через бруд, який часто туди потрапляв.
Модель 6"(6 дюймів — 15.24 мм) із воронованим стволом набула відносно найбільшого поширення. Також можна було придбати револьвер з 4"(4 дюйми — 10.16 мм) або 7.5"(7.5 дюймів — 17.78 мм) стволом. А також 6" із невороненим (чи навіть нікельованим) стволом.
Загальний обсяг виробництва був близько 4200 пістолетів, хоча серійні номери йшли майже до 4500 (було пропущено кілька блоків цифр), і переважна більшість з них були з калібром .455.
Виробництво тривало з 1901 року по 1924 рік, виготовлялось близько 10 одиниць зброї на тиждень.

## Використання в бойових умовах
Хоча компанія Веблі подавала цей револьвер, як ідеальний пістолет для кавалерійських військ, Веблі-Фосбері ніколи не був прийнятий як офіційна пістолетна зброя армії.
При довжині понад 11 дюймів (28 см) і вагою близько 44 унцій (1239 грамів) у розрядженому стані, Веблі-Фосбері був важкою та неповороткою пістолетною зброєю навіть за стандартами того часу.
Було виготовлено кілька моделей револьверів Веблі-Фосбері, і цей тип мав обмежене використання під час Англо-бурських війн, а також у Першій світовій війні, коли деякі екземпляри калібру .455, придбані приватними особами, носили британські офіцери.
Звіти з поля свідчать про те, що Webley-Fosbery, з його точно обробленими поверхнями віддачі, була більш чутливою до заклинювання у воєнних умовах бруду та дощу, ніж порівнянна пістолетна зброя того періоду. Загальноприйнято стверджувати, що Webley-Fosbery потребував міцного утримання в руках стрільця для того, щоб барабан правильно обертався та взводив зброю.
Виробництво припинилося в 1924 році. Багато револьверів залишилися непроданими, і модель була представлена в каталогах Webley аж до 1939 року.

## Галерея

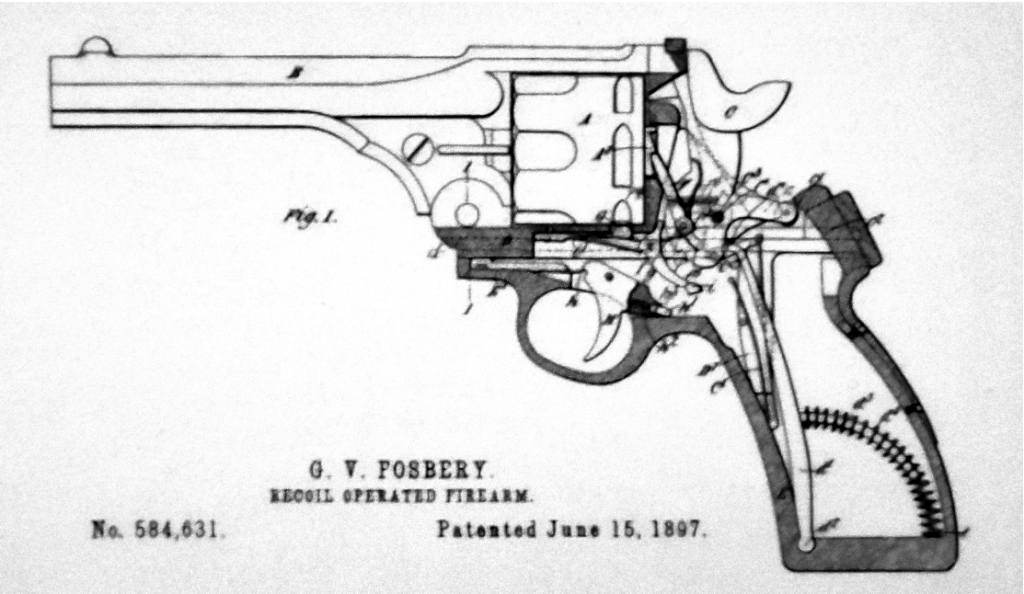
Патент на револьвер Веблі-Фосбері 15 червня 1897 року
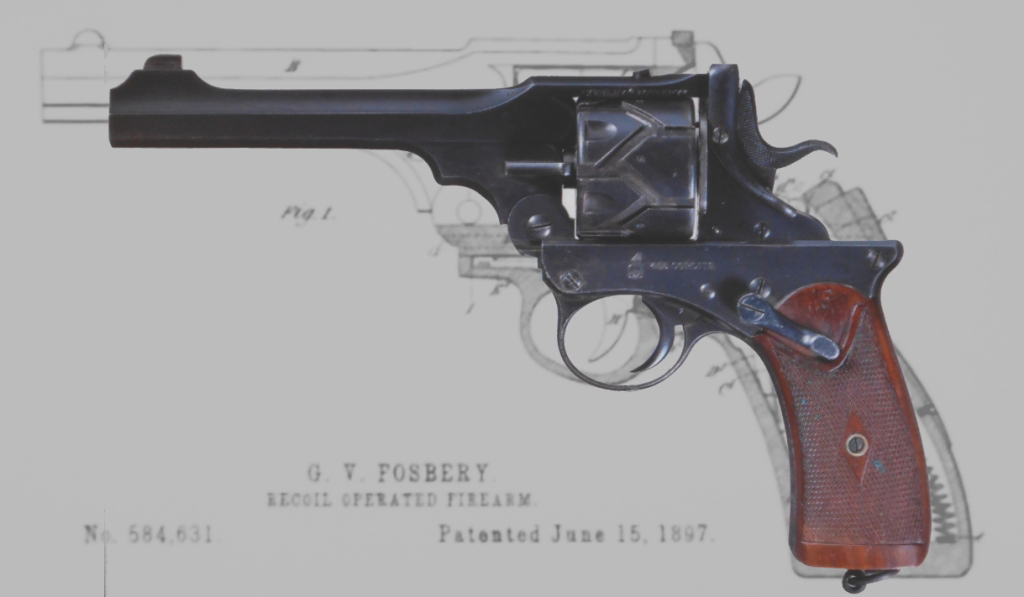
Автоматичний револьвер Веблі-Фобсері калібру .455
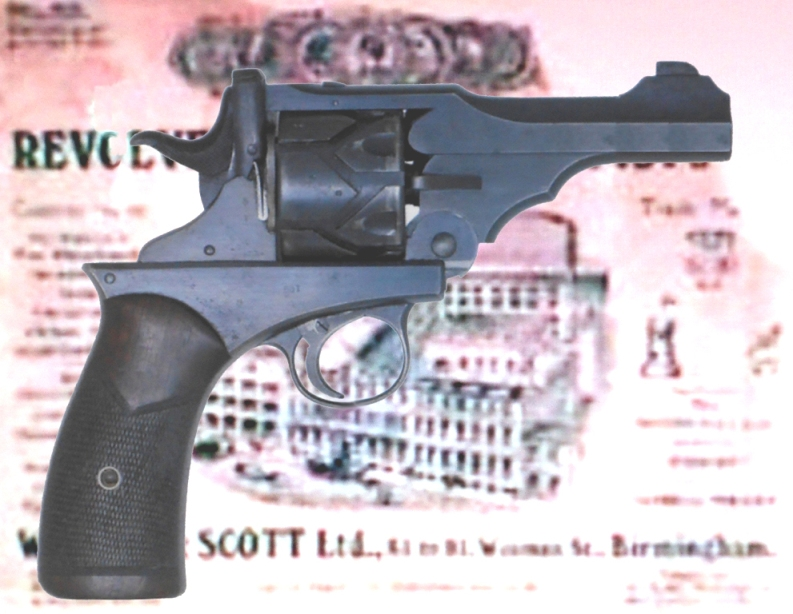
Варіант з коротшим стволом
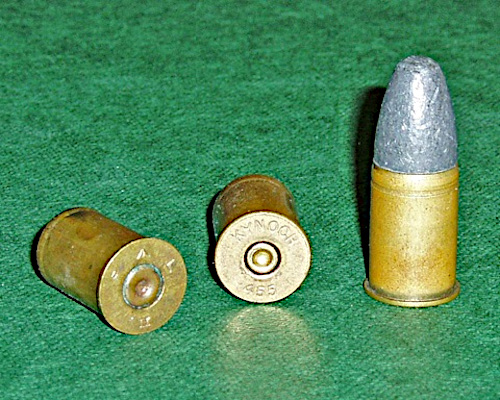
Патрони та гільзи калібру .455 Веблі
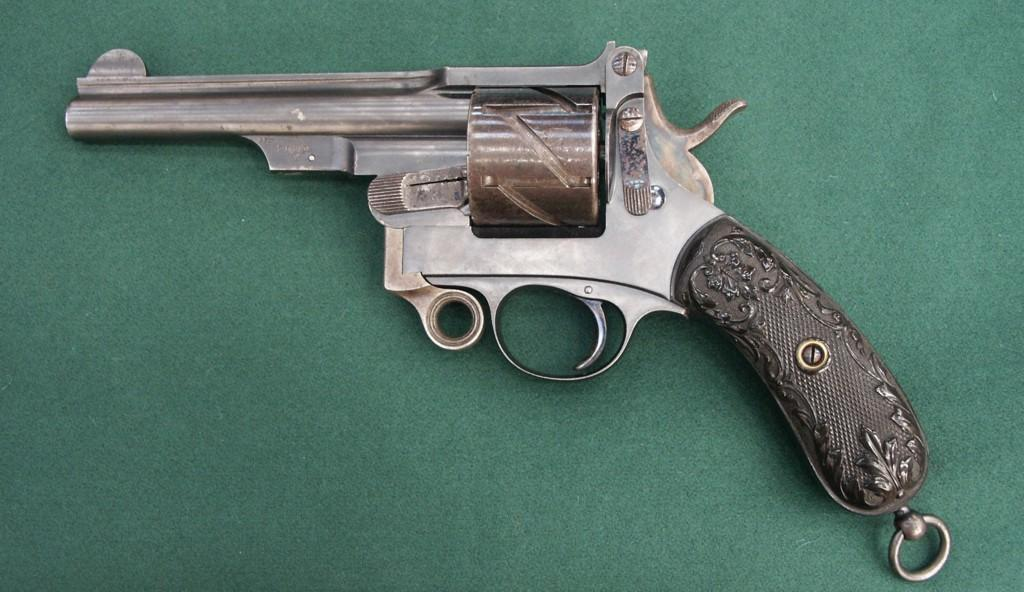
Револьвер Маузер C78 "ЗігЗаг" також відомий як М78 Оберндорф - "старший брат" зі схожою ідеєю викоистання енергії віддачі пострілу

## Цивільне (приватне) використання
У цивільному використанні Webley-Fosbery був популярний серед стрільців по мішенях.
Оскільки постріли з нього були плавними та послідовними при звичайних умовах, це дозволяло швидко та точно стріляти.

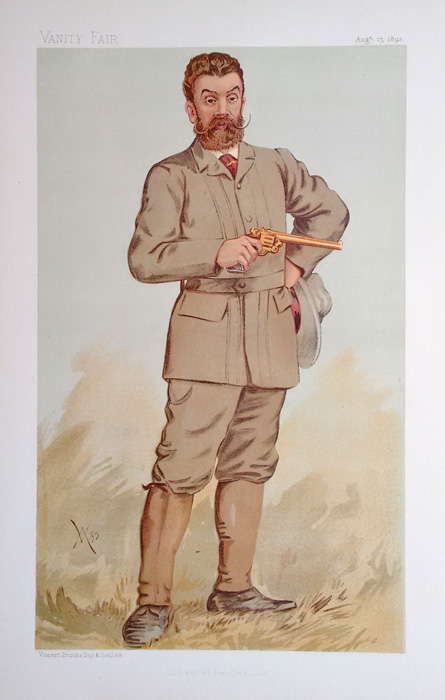
Карикатура на Уолтера Вінанса у «Ярмарці марнославства» 1893 року з підписом: «Рекордний револьверний постріл»

Уолтер Вінанс(1852—1920), відомий стрілець по мішенях тих часів, віддав перевагу Webley-Fosbery, і в 1902 році він використав його, щоб зробити шість пострілів у дводюймову (5,1 см) мішень на відстані 12 кроків за сім секунд. Використовуючи швидкісний зарядний пристрій Prideaux, він зміг зробити дванадцять пострілів у тридюймову (7,6 см) мішень приблизно за 15 секунд.

## Револьвер Веблі-Фосбері умасовій культурі
Веблі-Фосбері з'являється у фільмі «Мальтійський сокіл». Це зброя, пов'язана з убивством Майлза Арчера, партнера Сема Спейда.
Спейд, якого грає Гамфрі Боґарт, неправильно ідентифікує револьвер (вимовляє його назву як «Форесбі» та неправильно вказує калібр і кількість патронів), кажучи: «Це Webley-Foresby, автоматичний .45-калібру, восьмизарядний. Вони більше їх не виробляють».
В оригінальному романі назва зброї вказана правильно. Незважаючи на те, що деякі револьвери Веблі-Фосбері були модифіковані для стрільби більш поширеним патроном .45 ACP за допомогою напівкруглих гребінців, за винятком деяких особливих модифікацій, ніколи не було револьвера Веблі-Фосбері калібру .455 чи .45 з барабаном на вісім патронів. Тільки .38-каліберні револьвери могли мати 8-патронний барабан. В оригінальному романі Дешила Геммета револьвер правильно визначено як «.38, восьмизарядний».
Цей револьвер також з'являється у фільмі Зардоз, де його використовує Зед, якого грає Шон Коннері. У фільмі можна кілька разів побачити метод дворучного зведення. Оскільки Зед стріляв холостими, а не бойовими патронами, відсутність віддачі не дозволяла виконати автоматичний звід.
В американському детективному телесеріалі «Вона написала вбивство», в епізоді «Порохова бочка» (англ. Powder Keg; 2-й сезон 15-та серія), знаряддям вбивства є автоматичний револьвер Веблі-Фосбері.